# إي رو ما
إي رو ما ويُكتَب أحياناً ييروما ((هانغل: 이루마)) عازف بيانو عالمي وملحّنٌ كوري جنوبي كثيراً ما يؤدي حفلات موسيقية في آسيا وأوروبا وأميركا الشمالية. وكان لجامعته كليات لندن الملكية دورٌ كبير في نيله لشهرته في الأوساط الأوروبية. وتُعَدُّ مقطوعته River Flows in You من أشهر أعماله وقد استوحاها من صمويل فاليه. وقد صَدَرَ أولى ألبوماته في 2001 ويُعتبر ألبوم First Love الأكثر شعبيّة.
بدأ إي رو ما بعزف البيانو بِعُمر الخامسة، وانتَقَلَ مع عائلته إلى لندن في الحادية عشر. وقد حصَل على الجنسية البريطانية ليكونَ مزدوِجَ الجنسية، وفي 2006 عاد لبلده للالتحاق بالقوات البحرية الكورية الجنوبية الذي يُعتبر واجباً على المواطنين.

## السيرة الذاتية
ولد إي رو ما في 15 فبراير عام 1978 في كوريا الجنوبية وتلقّى تعليمه في إنجلترا. بدأ العزف على البيانو في سن الخامسة ثم انتقل إلى لندن وعمره 11 عاماً ودَرسَ في مدرسة بورسيل للموسيقى وتخرج من كليات لندن الملكيّة. في ديسمبر 1996 شارك في العزف في ألبوم ديكا (deca) التي تُصدِرُه المدرسة، وهو رمز للموسيقى الكلاسيكية العريقة. ثُمَّ تَخرّجَ من مدرسة بورسيل في يوليو 1997 وأكمل طُموحاته الموسيقيّة في كليات لندن الملكيّة إلى أن تخرّج منها عام 2000.
قام خلال وقت دِراسته بجولة موسيقية في أنحاء أوروبا وقام بالعزف في مهرجان ميدم في 2002 الذي يقام في مدينة كان الفرنسية، وهو يعتبر الفنان الكوري الأول الذي دُعِي للعزف في هذا المهرجان الموسيقي ذي الشهرة العالمية.
في 2001 أصدَرَ ألبومه ونال استحساناً وانتشاراً واسعاً، ويُعتَبر الآن الأكثر شعبيّة بين ألبوماته، وحظيتْ مقطوعة River Flows in You على استحسانٍ واسع. وبعد عامين من إصداره ثاني ألبوماته، أصدر ألبومه الثالث الذي عرف باسم From the Yellow Room وقد حقق مبيعات هائلة وصلت إلى ثلاثين ألف نسخة وحقق ألبومه أعلى المراتب في ذلك الوقت وبيعت جميع تذاكره في الجولة الوطنية التي قام بها في 12 مدينة كوريّة. وأصدر ألبومه الرابع باسم POEMUSIC في 2005، وفي ذاتِ العام قام بتلحين الموسيقى الرئيسية لمسلسل (봄의 왈츠) الكوري. كما ألّفَ إي رو ما ألحان عديدة للسينما والمسرح. وعلى الرغم من نجاحه إلا أنّه كان من الواجب عليه الانضمام للجيش الكوريّ لفترةٍ مُعيّنة، فانضمّ لأداء واجبه الوطنيّ في 2006 بعد تخلّيه عن جنسيّته البريطانيّة. وبعدَ عودَته من خدمة الجيش، عادَ إي رو ما للقيام بجولات وحفلات حول المُدن حيث زارَ 20 مدينة في أنحاء كوريا.
في سبتمبر 2010 انضمّ للعمل لدى شركة سوني للترفيه الموسيقي، وقد رَفَعت عليه الشركة التي كان يعمل بها سابقاً دعوى قضائيّة تمنعه من بيع موسيقاه وقَبِلت المحكمة وأصدرت الحُكمَ بذلك في أبريل 2011، إلا أنه اعترض على أمر المحكمة وما زالوا بمناوشاتٍ حول هذه القضيّة حتّى حكمت المحكمة لصالح إي رو ما.

## النمط الموسيقي
النمط الموسيقي لييروما ليس سهلاً للوصف وهو يشبه إلى حدٍ ما الموسيقى الكلاسيكية المعاصرة في الأفلام والمسلسلات الدرامية، وبسبب كونِ غالبيّة المستمعين ليسوا ممن لهم دراية بالموسيقى فقد سَمّوا موسيقاه بـ«كلاسيكية جديدة». ومع ذلك وعلى الرغم من أن بعضَ ألحانه نستطيع تصنيفها على أنها كلاسيكية إلا أنها لا تعكس ذلك، وأحيانً تُصنّف موسيقاه على أنها «شعبيّة». وصنّف متجر iTunes  موسيقاه كونها موسيقى عالميّة.

## حياته الشخصيّة
تزوج إي رو ما من صن هي إيم في 27 مايو 2007، وهي الأخت الصُغرى للممثلة الكورية صن تي يونغ. وقد حضرت الحفل مع زوجها كوون سانغ وو. وقد انجب ابنته الأولى لوانا في 7 أكتوبر 2007.

## ألبوماته
- Love Scene عام 2001
- First Love عام 2001
- From the Yellow Room عام 2003
- Nocturnal Lights... They Scatter عام 2004
- Destiny of Love عام 2005
- Poemusic عام 2005
- H.I.S. Monologue عام 2006
- P.N.O.N.I. عام 2008
- Stay in Memory عام 2012
- Blind Film عام 2013
- Yiruma Piano عام 2015

## وصلات خارجية
- إي رو ما على موقع IMDb (الإنجليزية)
- إي رو ما على موقع ميوزك برينز (الإنجليزية)
- إي رو ما على موقع أول ميوزيك (الإنجليزية)
- إي رو ما على موقع ديسكوغز (الإنجليزية)
- قناة إي رو ما الرسمية على اليوتيوب
- صفحة إي رو ما على ماي سبيس